# Guidina Dal Sasso
Guidina Dal Sasso (* 16. Januar 1958 in Asiago) ist eine ehemalige italienische Skilangläuferin.

## Werdegang
Dal Sasso lief im März 1982 in Štrbské Pleso ihr erstes von insgesamt 80 Weltcupeinzelrennen, das sie auf dem 12. Platz über 10 km beendete. Ihre besten Platzierungen bei den Olympischen Winterspielen 1984 in Sarajevo waren der zehnte Platz über 20 km und der neunte Rang mit der Staffel.
Im folgenden Jahr gewann sie bei der Winter-Universiade in Belluno über 5 km und 10 km jeweils die Silbermedaille. Bei den Nordischen Skiweltmeisterschaften 1985 in Seefeld in Tirol errang sie den 14. Platz über 20 km und den achten Platz über 10 km.
In der Saison 1985/86 kam sie bei allen vier Weltcupteilnahmen in die Punkteränge. Dabei erreichte sie mit dem vierten Platz in Labrador City über 5 km Freistil und in Oslo über 10 km Freistil ihre beste Einzelplatzierung im Weltcup und mit dem elften Platz im Gesamtweltcup ihre beste Gesamtplatzierung. In der folgenden Saison lief sie mit zwei Top-Zehn-Platzierungen auf den 20. Platz im Gesamtweltcup.
Beim Saisonhöhepunkt, den Nordischen Skiweltmeisterschaften 1987 in Oberstdorf belegte sie den 15. Platz übr 10 km klassisch, den siebten Rang über 20 km Freistil und den fünften Platz mit der Staffel. Ihre besten Ergebnisse bei den Olympischen Winterspielen 1988 in Calgary waren der elfte Platz über 10 km klassisch und der zehnte Rang mit der Staffel.
Bei den Nordischen Skiweltmeisterschaften 1989 in Lahti kam sie auf den 31. Platz über 10 km Freistil und auf den 30. Rang über 10 km klassisch und bei den Nordischen Skiweltmeisterschaften 1991 im Val di Fiemme auf den 15. Platz über 15 km klassisch.
Im Februar 1994 errang sie bei den Olympischen Winterspielen in Lillehammer den 17. Platz über 30 km klassisch. In der Saison 1994/95 kam sie bei 15 Weltcupstarts im Einzel, 13-mal in die Punkteränge, darunter zweimal unter den ersten Zehn und erreichte damit den 17. Platz im Gesamtweltcup. Zudem wurde sie in Hamar Dritte mit der Staffel.
Ihre besten Resultate bei den Nordischen Skiweltmeisterschaften 1995 in Thunder Bay waren der achte Platz über 30 km Freistil und der vierte Rang mit der Staffel. Im März 1996 in Falun und im Dezember 1996 in Brusson errang sie jeweils den dritten Platz mit der Staffel. Bei den Nordischen Skiweltmeisterschaften 1997 in Trondheim belegte sie den 49. Platz über 15 km Freistil.
Ihr letztes Weltcupeinzelrennen absolvierte sie im Dezember 1997 im Fleimstal, das sie auf dem 53. Platz über 15 km Freistil beendete. Im Continental-Cup wurde sie im Februar 1994 in Brusson und im Dezember 1995 in Campra jeweils über 10 km Freistil Zweite und im Dezember 1997 in Campra Dritte über 10 km Freistil. In den Jahren 1991, 1996, 1997, 1998 und 1999 triumphierte sie beim Marcialonga. Im Jahr 1990 gewann sie den Engadin Skimarathon, im Jahr 1999 den Gsieser-Tal-Lauf über 42 km Freistil und den Toblach–Cortina-Lauf über 39,5 km klassisch, und im Jahr 2003 den Marathon de Bessans.
Ihr Sohn Paolo Longo Borghini (* 1980) und ihre Tochter Elisa Longo Borghini (* 1991) sind im Radsport aktiv.

## Siege bei Skimarathon-Rennen
- 1990 Engadin Skimarathon, 42 km Freistil
- 1991, 1996, 1997, 1999 Marcialonga, 70 km klassisch
- 1998 Marcialonga, 63 km klassisch
- 1999 Toblach–Cortina, 39,5 km klassisch
- 1999 Gsieser-Tal-Lauf, 42 km Freistil

## Teilnahmen an Weltmeisterschaften und Olympischen Winterspielen

### Olympische Spiele
- 1984 Sarajevo: 9. Platz Staffel, 10. Platz 20 km, 16. Platz 10 km, 24. Platz 5 km
- 1988 Calgary: 10. Platz Staffel, 11. Platz 10 km klassisch, 19. Platz 20 km Freistil, 27. Platz 5 km klassisch
- 1994 Lillehammer: 17. Platz 30 km klassisch

### Nordische Skiweltmeisterschaften
- 1985 Seefeld in Tirol: 8. Platz 10 km, 14. Platz 20 km
- 1987 Oberstdorf: 5. Platz Staffel, 7. Platz 20 km Freistil, 15. Platz 10 km klassisch
- 1989 Lahti: 30. Platz 10 km klassisch, 31. Platz 10 km Freistil
- 1991 Val di Fiemme: 15. Platz 15 km klassisch
- 1995 Thunder Bay: 4. Platz Staffel, 8. Platz 30 km Freistil, 13. Platz 5 km klassisch, 15. Platz 10 km Freistil Verfolgung, 15. Platz 15 km klassisch
- 1997 Trondheim: 49. Platz 15 km Freistil

## Platzierungen im Weltcup

### Weltcup-Statistik
Die Tabelle zeigt die erreichten Platzierungen im Einzelnen.
- 1.–3. Platz: Anzahl der Podiumsplatzierungen
- Top 10: Anzahl der Platzierungen unter den ersten zehn
- Punkteränge: Anzahl der Platzierungen innerhalb der Punkteränge
- Starts: Anzahl gelaufener Rennen in der jeweiligen Disziplin
- Hinweis: Bei den Distanzrennen erfolgt die Einordnung gemäß FIS.

| Platzierung         | Distanzrennen a | Distanzrennen a | Distanzrennen a | Distanzrennen a | Distanzrennen a | Skiathlon Verfolgung | Sprint | Etappen- rennen b | Gesamt | Team c | Team c  |
| Platzierung         | ≤ 5 km          | ≤ 10 km         | ≤ 15 km         | ≤ 30 km         | > 30 km         | Skiathlon Verfolgung | Sprint | Etappen- rennen b | Gesamt | Sprint | Staffel |
| ------------------- | --------------- | --------------- | --------------- | --------------- | --------------- | -------------------- | ------ | ----------------- | ------ | ------ | ------- |
| 1. Platz            |                 |                 |                 |                 |                 |                      |        |                   |        |        |         |
| 2. Platz            |                 |                 |                 |                 |                 |                      |        |                   |        |        |         |
| 3. Platz            |                 |                 |                 |                 |                 |                      |        |                   |        |        | 3       |
| Top 10              | 4               | 4               |                 | 7               |                 |                      |        |                   | 15     | 1      | 15      |
| Punkteränge         | 9               | 18              | 8               | 13              |                 | 6                    |        |                   | 54     | 1      | 16      |
| Starts              | 19              | 27              | 13              | 15              |                 | 6                    |        |                   | 80     | 1      | 16      |
| Stand: Karriereende |                 |                 |                 |                 |                 |                      |        |                   |        |        |         |

### Weltcup-Gesamtplatzierungen
| Saison  | Platz | Punkte |
| ------- | ----- | ------ |
| 1981/82 | 43.   | 9      |
| 1982/83 | 28.   | 19     |
| 1983/84 | 27.   | 17     |
| 1984/85 | 28.   | 26     |
| 1985/86 | 11.   | 37     |
| 1986/87 | 20.   | 20     |
| 1987/88 | 21.   | 23     |
| 1988/89 | 29.   | 13     |
| 1989/90 | -     | -      |
| 1990/91 | 46.   | 1      |
| 1991/92 | -     | -      |
| 1992/93 | -     | -      |
| 1993/94 | 28.   | 75     |
| 1994/95 | 17.   | 172    |
| 1995/96 | 30.   | 85     |
| 1996/97 | 44.   | 44     |